# Спидола (мифология)
Спи́дола (латыш. Spīdola, от латыш. spīdēt — «блестеть», «сиять») — героиня латышского эпоса Андрея Пумпура о Лачплесисе, дочь Айзкрауклиса. Описывается колдуньей, ведьмой с пылающими глазами, олицетворением тёмных сил. Изображается в виде красивой молодой женщины с длинными чёрными волосами, сильной и статной.
В эпосе рассказывается, как она влюбилась в Лачплесиса. Любовь привела Спидолу в ярость и она возжелала погубить Лачплесиса. Её планам помешала Лаймдота, дочь Стабурадзе и Буртниека.

## В культуре
В 1926 году имя «Спидола» получила подводная лодка военно-морского флота Латвии.
В 1960-х — 1990-х годах в Риге выпускались радиоприёмники «Спидола».
С 1993 года в Латвии ежегодно вручается Премия Спидолы за достижения в гуманитарных науках и искусстве.